# Lom u Nové Vsi
Lom u Nové Vsi je přírodní památka u obce Nová Ves I v okrese Kolín ve Středočeském kraji. Lokalita o rozloze 0,33 hektarů je chráněna z důvodu výskytu výchozu sedimentů české křídy (spodního až středního turonu) a z důvodu výskytu ohrožených druhů obojživelníků, které přežívají v tůni na dně lomu.

## Historie
Lom u Nové Vsi je bývalý jámový lom, ve kterém se těžilo silniční kamenivo ještě v roce 1958. Těžba v lomu započala ve třicátých letech 20. století a ukončena byla v roce 1958. Přírodní památka zde byla vyhlášena 20. listopadu roku 1990.

## Přírodní poměry
Přírodní památka se nachází ve Středočeském kraji v okrese Kolín. Leží na západním okraji vesnice Nová Ves I a celá náleží do jejího katastrálního území. Leží jeden kilometr západně od kóty 196 v Nové Vsi a 750 metrů jižně od kóty 200 u Němečkova lomu.

### Geologie
Podloží je tvořeno převážně metamorfity (převážně biotitickým migmatitem s vložkami drobových pararul, s polohou amfibolitu a s vložkami kyanitické ortoruly v jihovýchodní stěně). V období křídy byla lokalita ostrovem jehož sedimenty jsou dnes patrné na obvodu lomu. Na lokalitě jsou přítomny příbojové facie svrchní křídy a facie celého ostrova. Na bázi křídových sedimentů jsou vyvinuty slepence. V nadloží křídových sedimentů se nachází vápnité pískovce s polohami vápenců, jílovců a slínovců, které jsou zdrojem bohaté fosilní fauny (ostny ježovek, mlži rodů Innoceramus a Spondylus, houbovci, ramenonožci, ústřice, zuby ryb a paryb). Odhalený profil umožňuje paleoekologický a sedimentologický průzkum křídového ostrova, který se na tomto místě nacházel před 65 miliony let. Hmota ostrova byla z větší části vytěžena provozem bývalého lomu. Z lokality pochází několik popsaných typových fosilií.

### Fauna
Na dně lomu se nachází tůň, která slouží jako refugium a genofondový rezervoár pro obojživelníky. Z nich zde žijí čolek obecný (Triturus vulgaris), čolek velký (Triturus cristatus) a kuňka obecná (Bombina bombina). V tůni se vyskytují i různé druhy bezobratlých, jako je beruška vodní (Asellus aquaticus). Na lokalitě byla nalezena larva vodních brouků čeledi potápníkovití (Dytiscidae). Ve stěnách lomu byla také zjištěna přítomnost brouků čeledi drabčíkovití (Staphylinidae).

## Ochrana
Důvodem ochrany je ukázka odkrytého výchozu svrchní křídy. Potenciálním ohrožením lomu je pozvolně postupující sukcese a eroze skalních výchozů. Pokud budou tyto procesy pokračovat dojde k pozvolnému zarůstání stěn lomu náletovými dřevinami a ke ztrátě typových lokalit fosilií. Lokalitu ohrožuje turismus, jehož důsledkem jsou ohniště a znečištění odpadky, dále hnojení polí v okolí lomu a následný splach hnojiv do tůní.

## Galerie

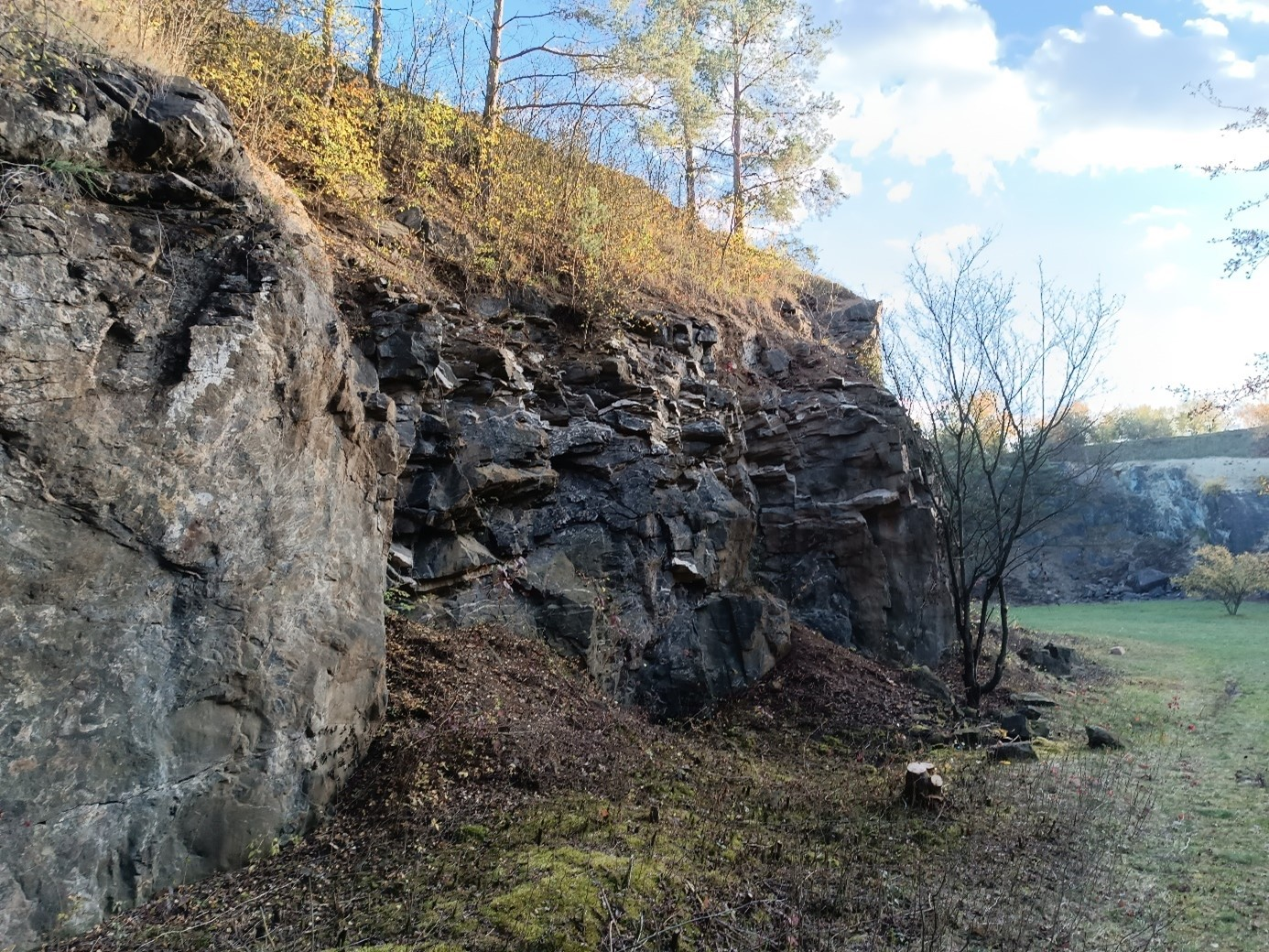
Lom u Nové Vsi
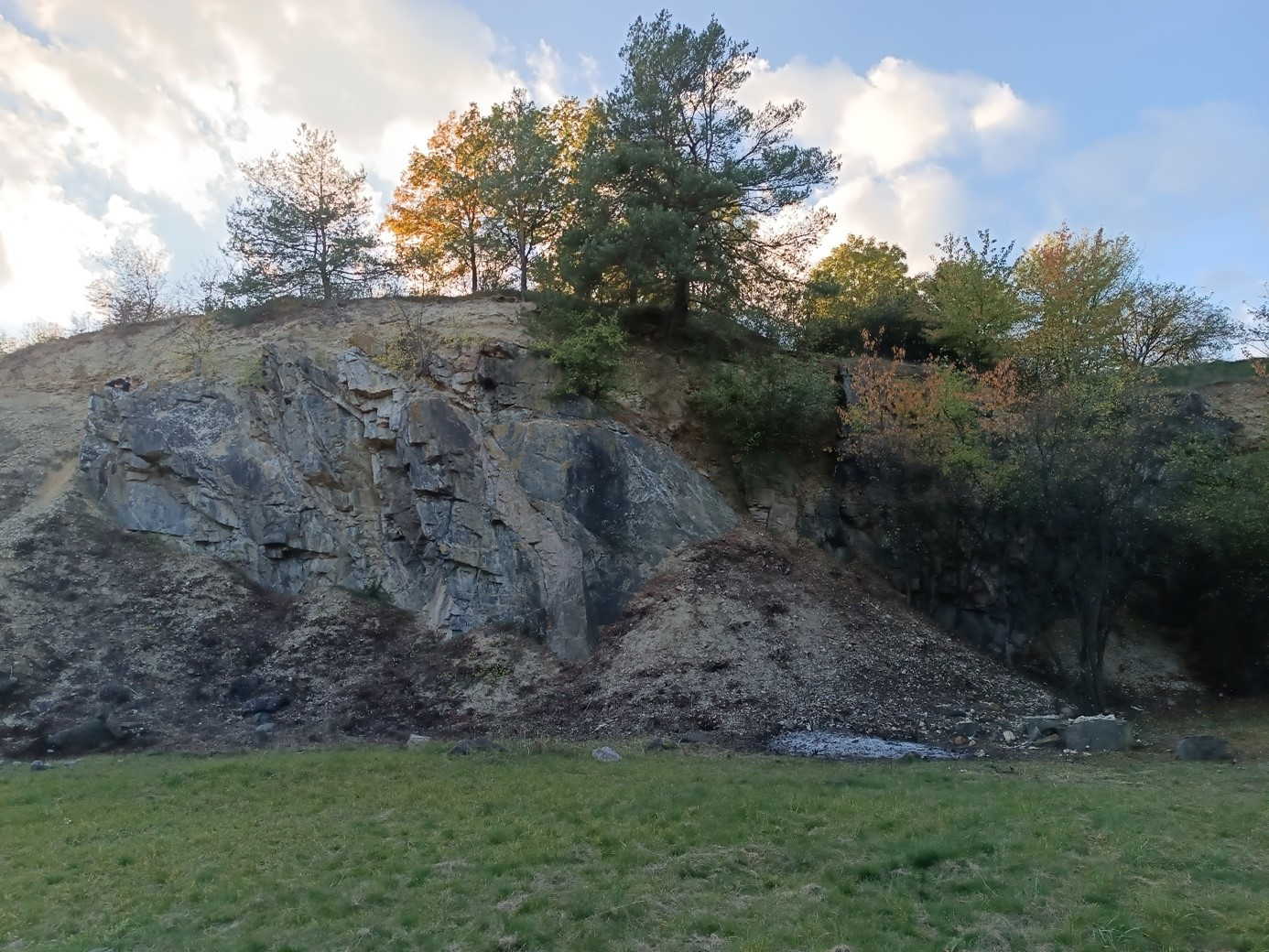
Lom u Nové Vsi
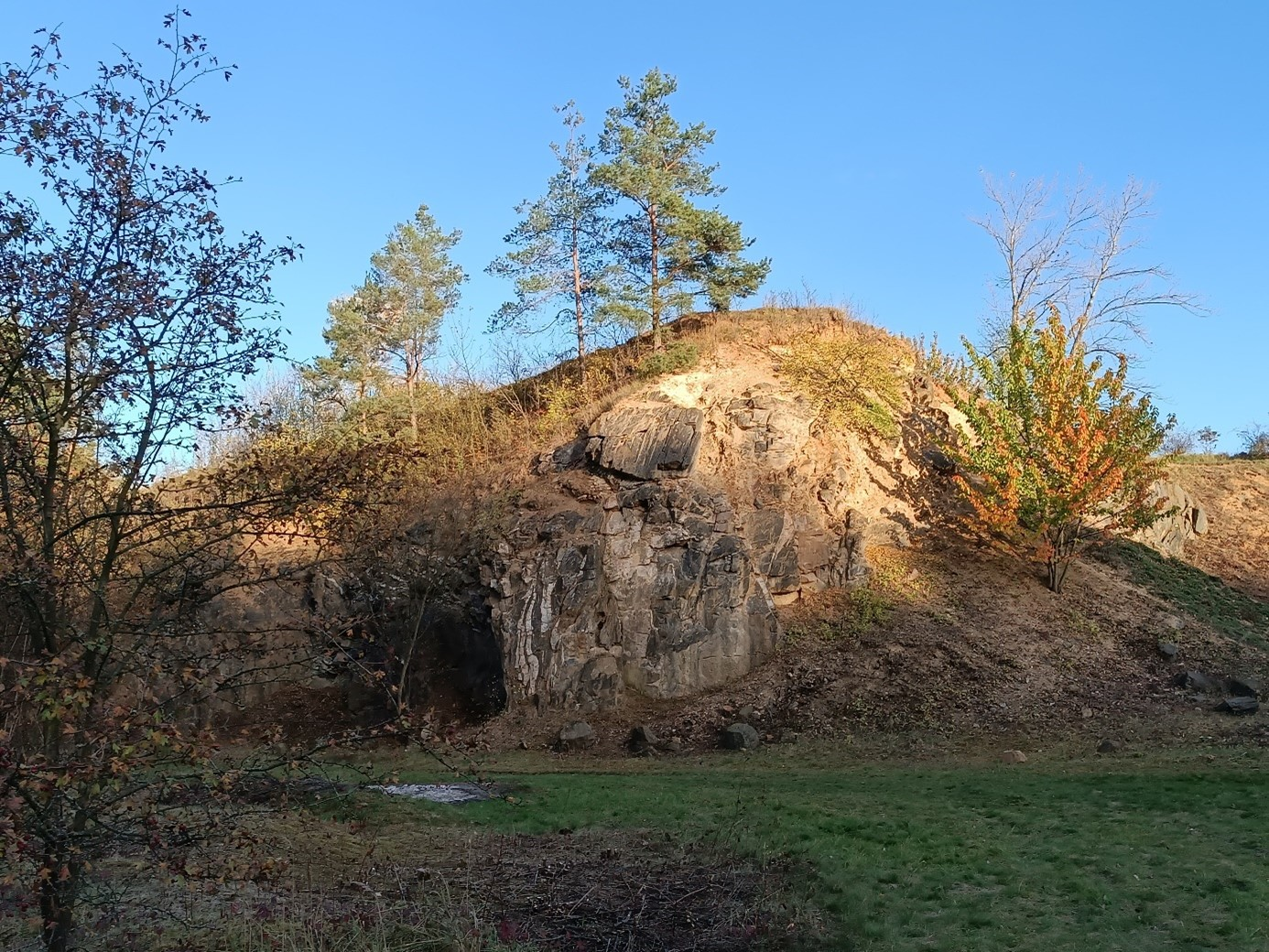
Lom u Nové Vsi
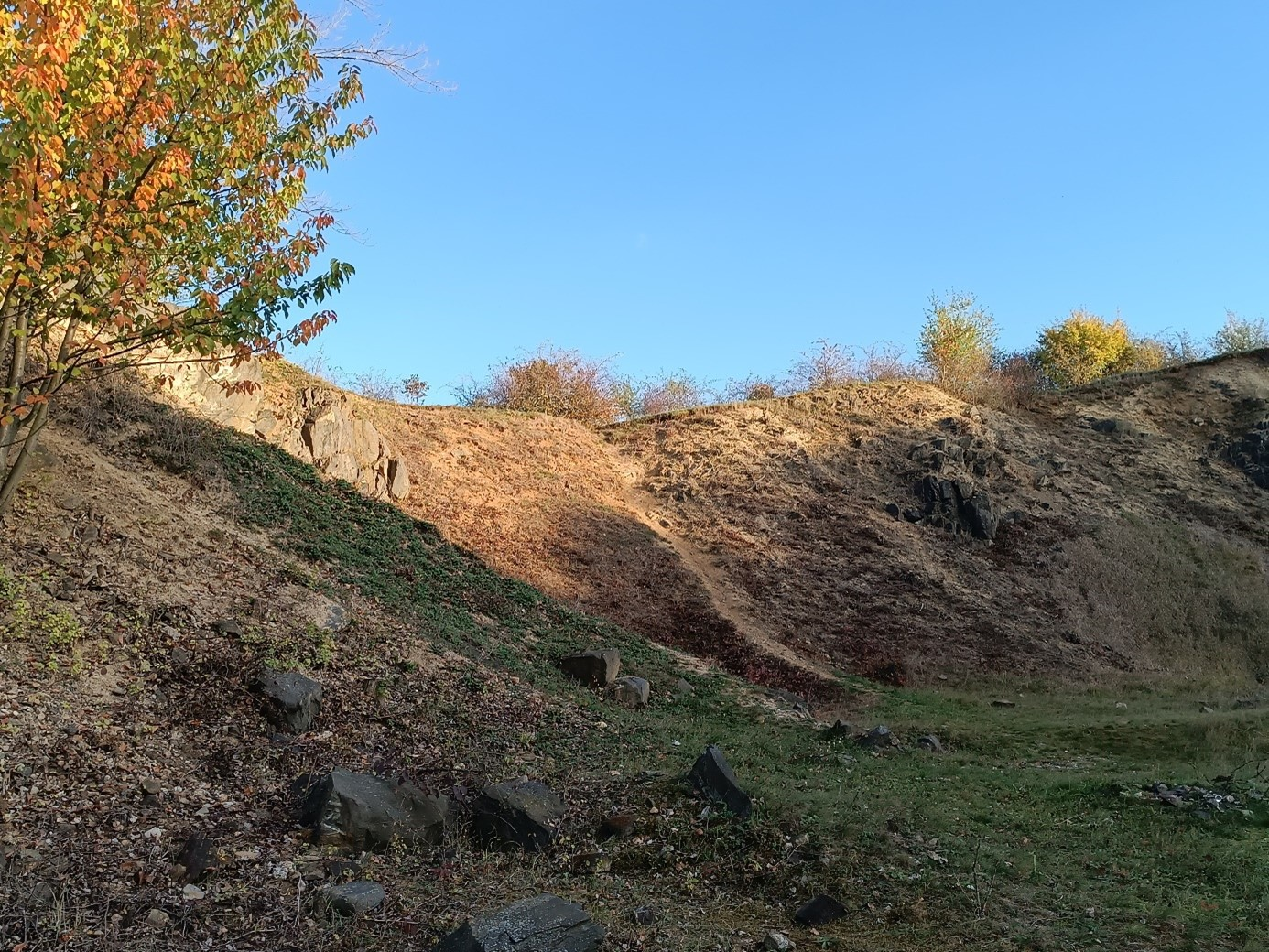
Lom u Nové Vsi
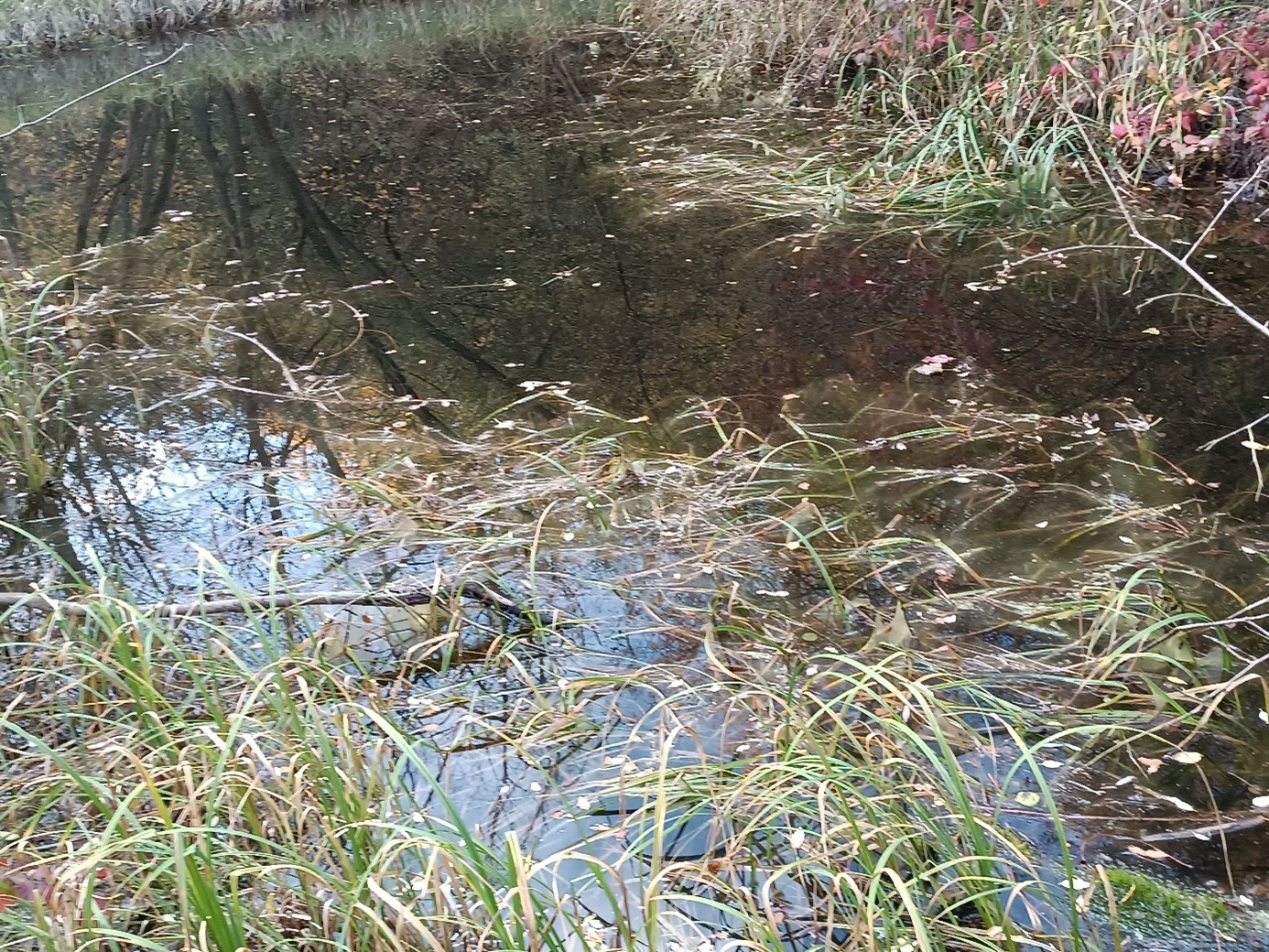
Tůň
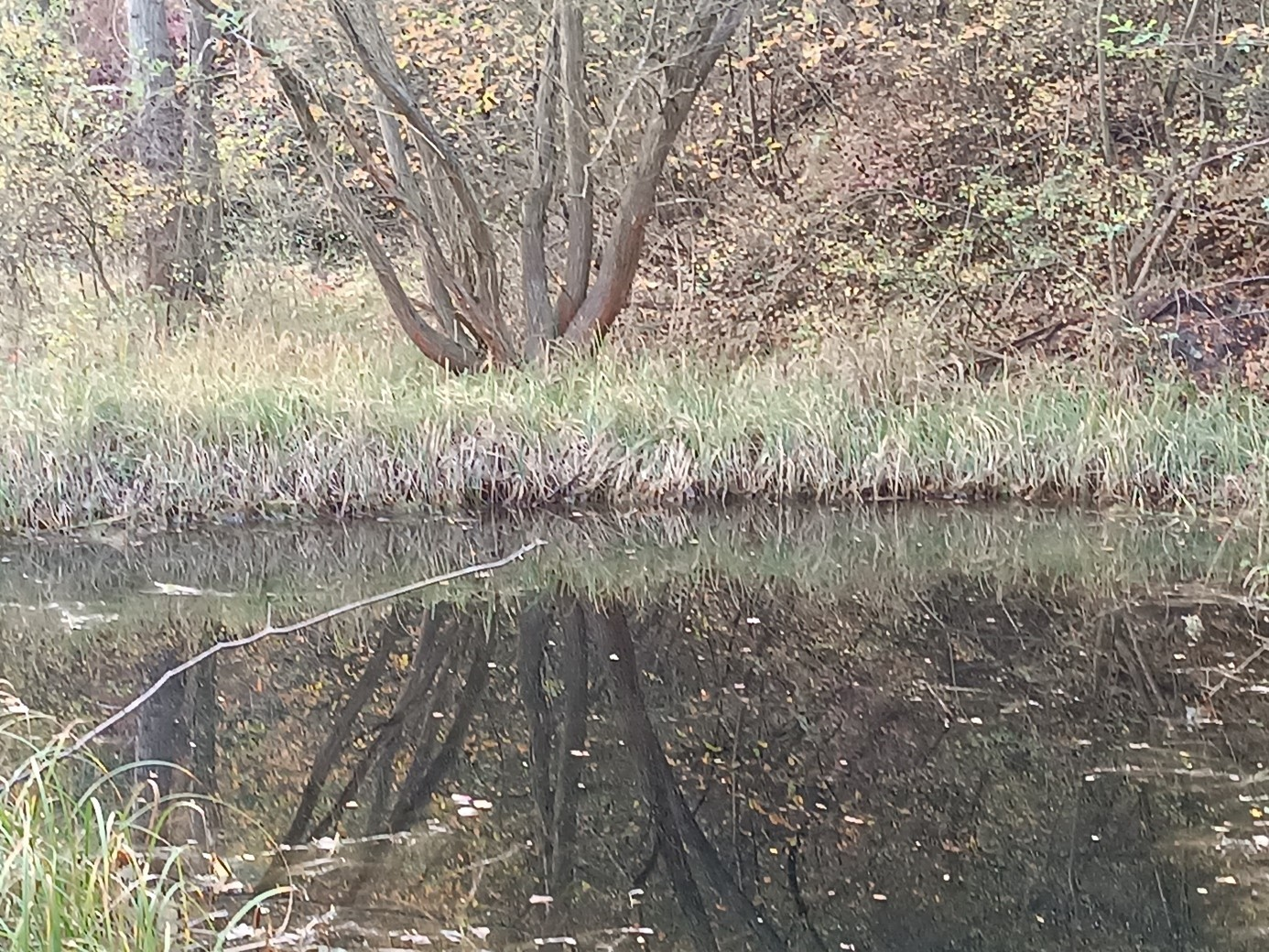
Tůň
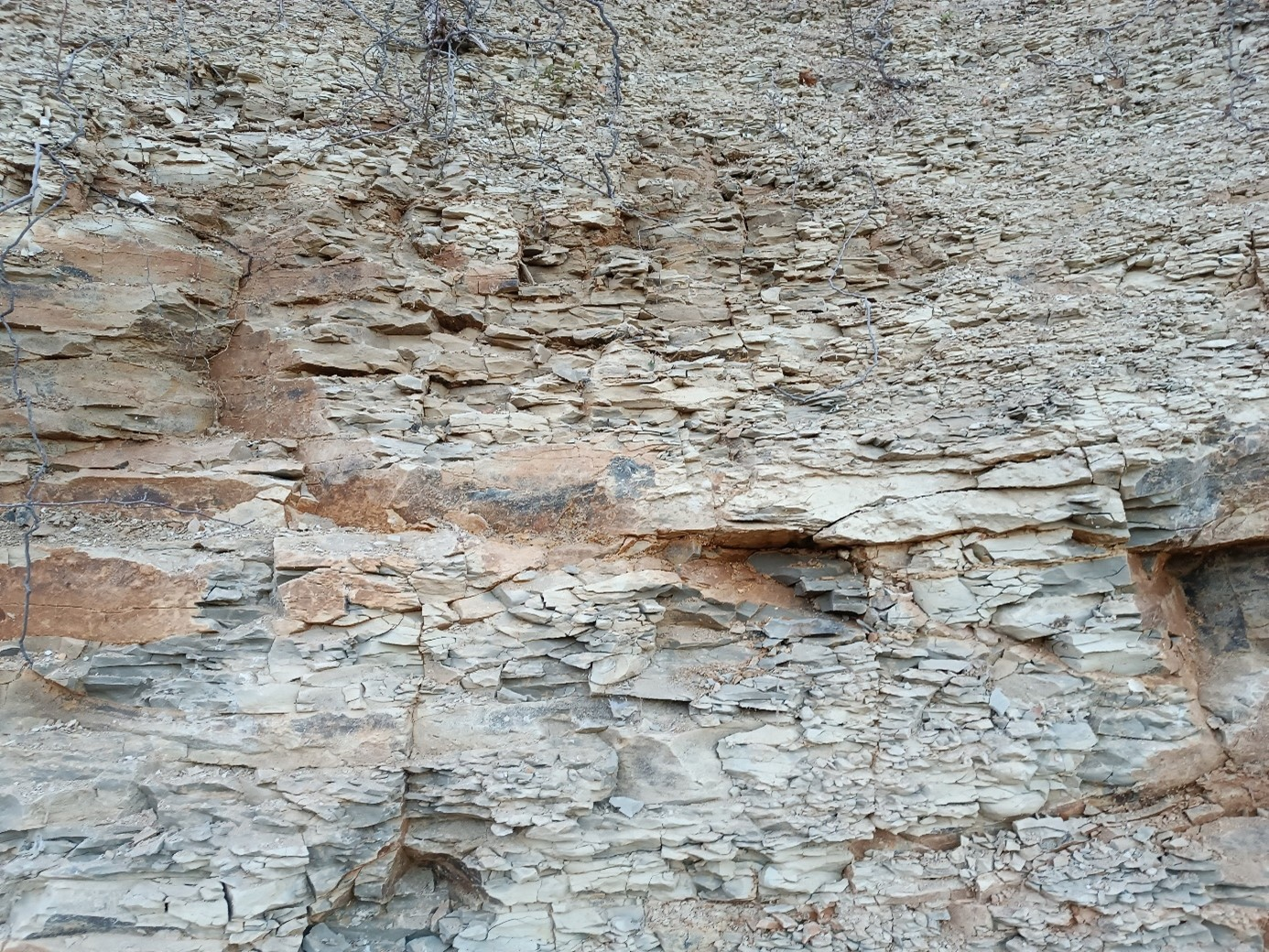
Křídové sedimenty v nadloží